# Teomachia
Una teomachia, dal greco Θεομαχία, theomachia, da theos («dio») + machia («lotta» o «battaglia»), è in mitologia una battaglia tra divinità, o che coinvolge una divinità come nel caso della lotta di Giacobbe descritta nella Genesi.

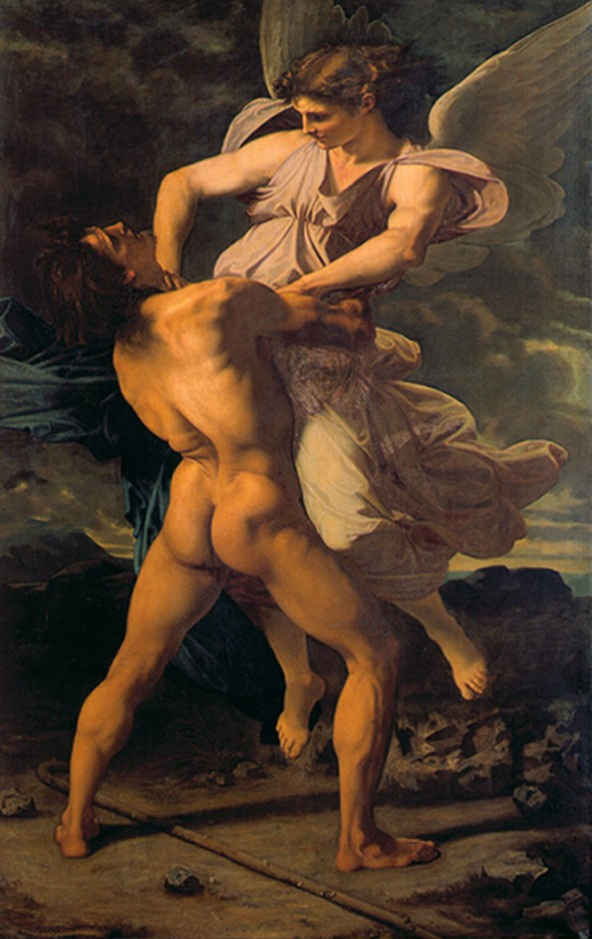
La lotta di Giacobbe con l'Angelo, di Paul Baudry (1853)

## Nell'Enûma Elish
L'esempio più antico si ritrova nel poema babilonese del mito della creazione, l'Enûma Elish (Quando in alto). Nel testo, i due principi primordiali Apsû e Tiāmat (Apsû è l'Abisso, le Acque dolci dell'Abisso, padre di tutto il Cosmo; Tiāmat è l'Acqua salata del mare, madre di tutto il Cosmo) generano altre divinità, ma questi crescendo disturbano i propri genitori con i loro rumori e le loro danze. Apsû decide di ucciderli, ma Ea, il più furbo tra di loro, lo fa addormentare con un incantesimo e lo precede, incatenando anche il suo consigliere Mummu.
Il figlio di Ea, Marduk gioca con i quattro venti generati dal padre, li fa turbinare creando nuovamente scompiglio, e spazientendo Tiāmat. Tiāmat è disperata, e alcuni dèi le ricordano come non sia intervenuta mentre Ea uccideva Apsû e imprigionava Mummu, il suo paggio, e come ciò abbia permesso la genesi dei venti e la sua solitudine; così Tiāmat si decide per la guerra con gli dèi che la sostengono.

### Lo scontro tra Marduk e Tiāmat e la creazione dell'uomo
Dopo aver convocato l'assemblea degli dèi nell'Ubšukkinakku di modo che, in quella sede, gli venisse concessa la regalità su tutti gli dèi, le divinità riunite si decidono per un destino di gloria per Marduk, affinché egli sconfigga la progenitrice divina.
Marduk si prepara allo scontro con Tiāmat e si arma di arco e frecce, mazza e fulmini, lingue di fuoco avvolgono il suo corpo, con una rete intende catturare gli intestini della progenitrice divina. Dispone i quattro venti, dono del dio Anu, altri sette venti e tempeste crea, dispone i suoi quattro destrieri e il suo terribile carro. Si copre con un mantello che in realtà è una corazza. Sul suo capo pone lo splendore terrificante. Nella bocca serra un incantesimo e nella mano stringe una pianta contro il veleno di Tiāmat. Tutti gli dèi si pongono al suo fianco.
Marduk solleva il Ciclone e lo scaglia contro Tiāmat accusandola di essere senza pietà contro i propri figli, anche se questi erano molesti. Accusa Tiāmat anche di aver privato Anu della sua dignità e di essere stata malvagia nei confronti del re degli dèi, Anšar. Tiāmat scatena la sua rabbia cercando di inghiottire Marduk, ma quest'ultimo le getta addosso il Vento cattivo che le impedisce di chiudere la bocca. Così altri venti entrano nel suo intestino; Marduk scocca quindi la freccia fatale che lacera il ventre alla progenitrice divina, quindi le strappa gli intestini e le perfora il cuore. Uccisa Tiāmat, Marduk monta sul suo cadavere, le apre il cranio riempiendone la cavità di acqua, e così facendo fa sgorgare dai suoi occhi i fiumi Tigri ed Eufrate. Nel petto della divina progenitrice predispone le montagne, e ne dispone il sedere per ancorare il cielo. La restante metà di Tiāmat la stende e la rende Terra. Compiuta l'opera con Tiāmat, Marduk fece venire ad essere "il tutto". Rinnovata la creazione, Marduk stabilisce le regole e le affida al padre Ea.
Dopo la morte di Tiamat e di Kingu, suo generale/marito, con il sangue di quest'ultimo mescolato alla terra, Marduk darà vita all'uomo, fatto per sopportare le fatiche che prima erano degli dei.

## Titanomachia
Un esempio nella storiografia greca è la Titanomachia (Guerra dei Titani), in cui gli Dei dell'Olimpo combatterono contro la generazione precedente, i Titani. La guerra durò dieci anni e portò alla vittoria degli olimpi e al loro dominio sul mondo. Un altro caso è la Gigantomachia.

## Guerra di Troia
Accadde di nuovo che gli dei vennero divisi l'uno contro l'altro, ognuno dei quali sosteneva una parte diversa nella guerra di Troia. Nell'Iliade, si verificano varie teomachie. Una è il combattimento tra Diomede, con l'aiuto diretto di Atena, contro Ares. Ares è ferito dalla lancia guidata da Atena; questa è la prima teomachia che si verifica cronologicamente nell'Iliade. Il libro 20 inizia con la concessione da parte di Zeus del permesso agli dei di partecipare alla battaglia ed è tradizionalmente nota sotto il titolo Teomachia . Nel libro 21 (478 ss.) Successivamente ci sono combattimenti tra Hera e Artemide. Omero racconta che questa battaglia fu quasi scherzosa, con Hera sorridente mentre colpisce le orecchie di Artemide, cosa che la fa volare via in lacrime. Sempre nel libro 21, Poseidone sfida Apollo a combattere. Apollo rifiuta la sua offerta e commenta la banalità degli dei che combattono per i capricci dei mortali mentre il loro stesso dolore per le ferite sarebbe transitorio e rapidamente guarito. La Teomachia è volutamente aggiunta per mostrare il divario incolmabile tra i mortali e gli immortali che li governano. Mostrando la banalità del dolore divino, viene evidenziata la sofferenza umana.

## La lotta di Giacobbe contro Dio
Un caso di teomachia presente nella Bibbia è la lotta di Giacobbe contro un uomo o un angelo, in realtà Dio stesso, che si protrasse lungo tutta una notte, fino allo spuntare del giorno fatidico in cui lui avrebbe dovuto scontrarsi con suo fratello Esaù.
(Genesi 32, 24-34)